# Sergio Teruel
Sergio Teruel (7 januari 1992) is een Belgische voetballer die speelt bij KAS Eupen. 

## Statistieken
| seizoen | club      | land   | competitie    | wed. | goals |
| ------- | --------- | ------ | ------------- | ---- | ----- |
| 2011/12 | KAS Eupen | België | Tweede Klasse | 27   | 0     |
| 2012/13 | KAS Eupen | België | Tweede klasse | 1    | 0     |
|         |           |        | Totaal        | 28   | 0     |